# Lino José Alcorta
Lino José Alcorta (Veracruz, fl. 1782 y 1794-Ciudad de México, 1854) fue un militar y político mexicano. Nacido en el Puerto de Veracruz entre 1782 y 1794. 
Participó en la Guerra de Independencia de Texas en 1836, en la defensa del Puerto de Veracruz durante la Guerra de los Pasteles en 1838 y ese mismo año alcanzó el grado de General. Además, combatió en la Intervención estadounidense en México de 1847. Durante el gobierno de Antonio López de Santa Anna fungió como Ministro de Guerra y Marina.
Falleció en 1854 en la Catedral Metropolitana de la Ciudad de México y ese mismo año sus restos fueron trasladados al Panteón de San Fernando.
- Datos: Q20994904